# Дубенська вулиця (Київ)
Дубенська́ ву́лиця — вулиця в Печерському районі міста Києва, місцевість Звіринець. Пролягає від Садово-Ботанічної вулиці до Звіринецької вулиці. 
До Дубенської вулиці прилучаються вулиці Бусовогірська та Олени Степанів.

## Історія
Дубенська вулиця виникла у XIX століття і мала назву 1-й Омелютинський провулок (від прізвища домовласника й одного з першопоселенців Омелютина). Сучасна назва — з 1955 року.